# Colorante de alquitrán
Los colorantes de alquitrán, son sustancias colorantes orgánicas a base de compuestos químicos complejos que se producen a partir de productos químicos o intermedios, derivados del alquitrán de hulla. Hacia comienzos del siglo XX comenzó el desarrollo de colorantes sintéticos derivados del alquitrán de hulla para reemplazar a algunos colorantes naturales en uso que eran tóxicos. Lamentablemente los colorantes sintéticos han tenido también sus problemas. De los 80 colorantes sintéticos en uso a comienzos del siglo XX, luego de diversos ensayos realizados por la FDA, para 1938 solo 15 colores sintéticos eran aun legales, y los mismos estaban divididos en tres categorías: aquellos adecuados para alimentos, drogas y cosméticos; aquellos solo adecuados para drogas y cosméticos; y aquellos adecuados solo para cosméticos. En la actualidad solo siete colorantes son considerados aun legales por el FDA.
En la actualidad también se utilizan para teñir fibras vegetales y animales, en la industria cosmética (tinturas para el cabello, lápiz de labios).
Los colorantes de alquitrán de hulla comprenden numerosos grupos con características definidas, que incluyen por ejemplo: colorantes nitrosos, colorantes azo, oxazinas, pirazolonas, tiazinas, xantenos, antraquinonas, acridinas, colorantes nitro, indigoides, rosanilinas, ftaleinas y quinolinas.  Según su forma de uso los colorantes se clasifican en colorantes básicos y colorantes ácidos; o colorantes directos y colorantes mordientes. Numerosos colorantes de alquitrán de hulla se usaron a comienzos del siglo XX en sustancias alimentos y bebidas sin un estudio cuidadoso de sus efectos sobre la salud del hombre.

## Uso en cosméticos
Colores derivados de alquitrán de hulla son muy utilizados en la industria de cosméticos, por lo general identificados con el Índice de Color (en inglés: Colour Index: C.I.) de cinco dígitos. P-fenilenediamina es un tipo específico de colorante de alquitrán de hulla utilizado en numerosas tinturas para el cabello. Las tinturas para el cabello oscuras por lo general contienen mayor cantidad de fenilenediamina que los colores claros.

## Riesgos sobre la salud y el medioambiente
El alquitrán de hulla es una mezcla de numerosos químicos, derivados del petróleo. El alquitrán de hulla es un carcinógeno humano, la principal preocupación con los colorantes de alquitrán de hulla (sean producido a partir de alquitrán de hulla o en forma sintética) es su potencial de causar cáncer. Además estos colores pueden estar contaminados con bajas cantidades de metales pesados y algunos están combinados con un sustrato de aluminio. Los compuestos de aluminio y muchos metales pesados son tóxicos para el cerebro. Algunos colorantes no se encuentran aprobados como aditivos para alimentos, sin embargo son utilizados en la preparación de cosméticos que pueden ser ingeridos como ser lápiz de labios. En los Estados Unidos en el sistema de denominación de colores, "FD&C" indica colores aprobados por la FDA (la agencia de alimentos y drogas de Estados Unidos) para ser utilizados en alimentos, drogas y cosméticos por su parte los colores de la serie "D&C" no están aprobados para ser utilizados en alimentos.